# Instituto Superior Tecnológico de Costa de Marfil
El Instituto Superior Tecnológico de Costa de Marfil (en francés: Institut Supérieur de Technologie de Côte d'Ivoire o « ISTCI ») es un instituto africano de educación superior que tiene su sede en la ciudad de Abiyán, la capital económica de Costa de Marfil.
El ISTCI es miembro de la Red de Universidades de Ciencias y Tecnologías de países del África subsahariana.